# 平洞站
平洞站（：／ Pyeongdong yeok */?）是光州地鐵1號線的終點車站，位於韓國光州廣域市光山区月田洞。

## 車站結構
站體為2面2線側式月台的地面車站，候車月台設有月台幕門，並有3處出口。

### 月台配置
| 道山 ↑   |
| \| 上    |
| 起終點站 |

| 月台 | 路線               | 目的地                                 |
| ---- | ------------------ | -------------------------------------- |
| 上行 | ●光州都市铁道1号线 | 光州松汀、尚武、南光州、所台、鹿洞方向 |
| 下行 | ●光州都市铁道1号线 | 此站終着                               |

## 歷史
- 2008年4月11日：落成啟用。

## 車站周邊
- 玉洞車輛基地（朝鲜语：옥동차량사업소）
- 平洞產業園區
- 全南畜牧技術研究所
- 元頭橋
- 光州銀行（朝鲜语：광주은행）平洞園區分行
- 中小企業銀行平洞園區分行

## 圖片

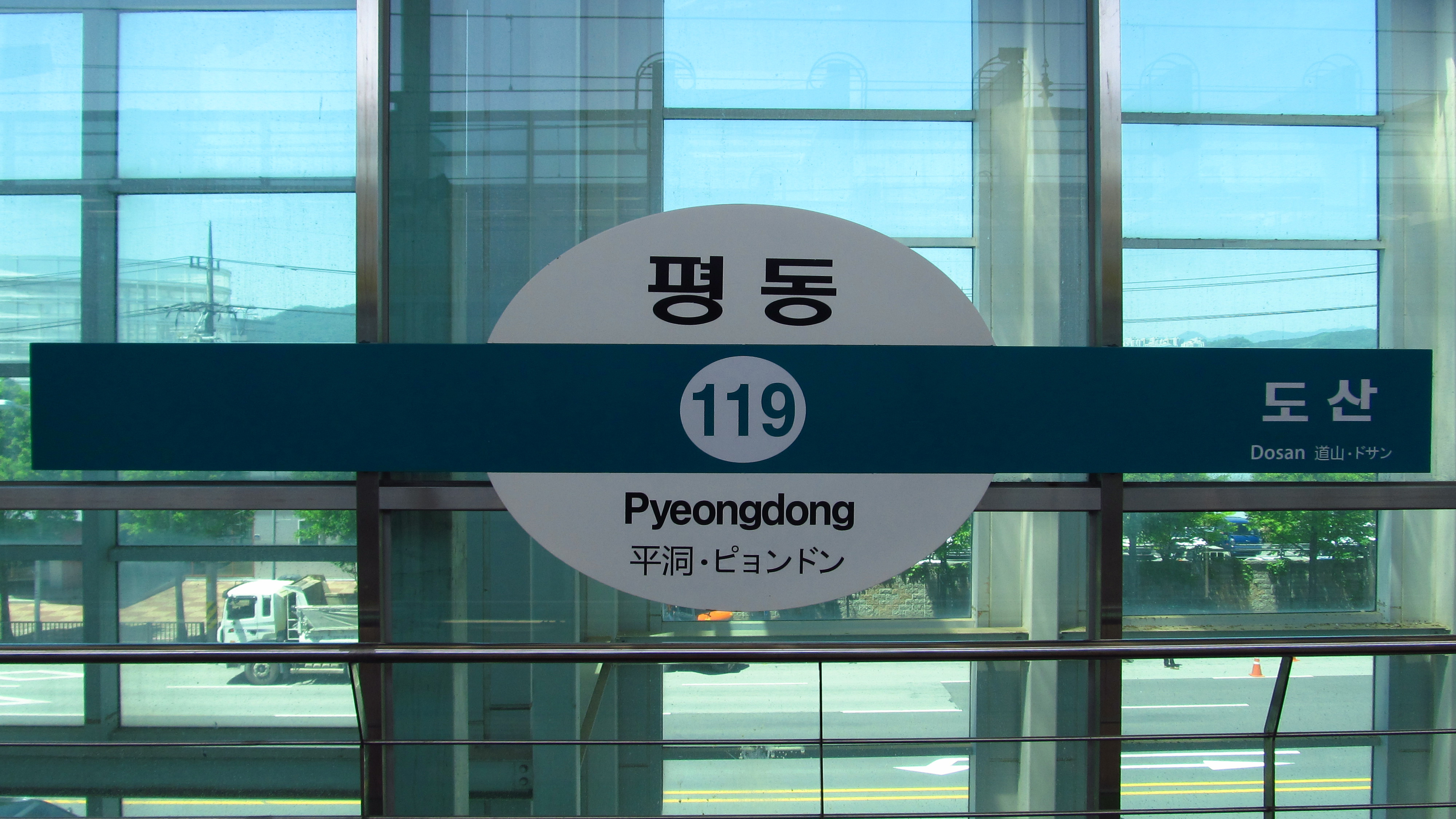
站名牌
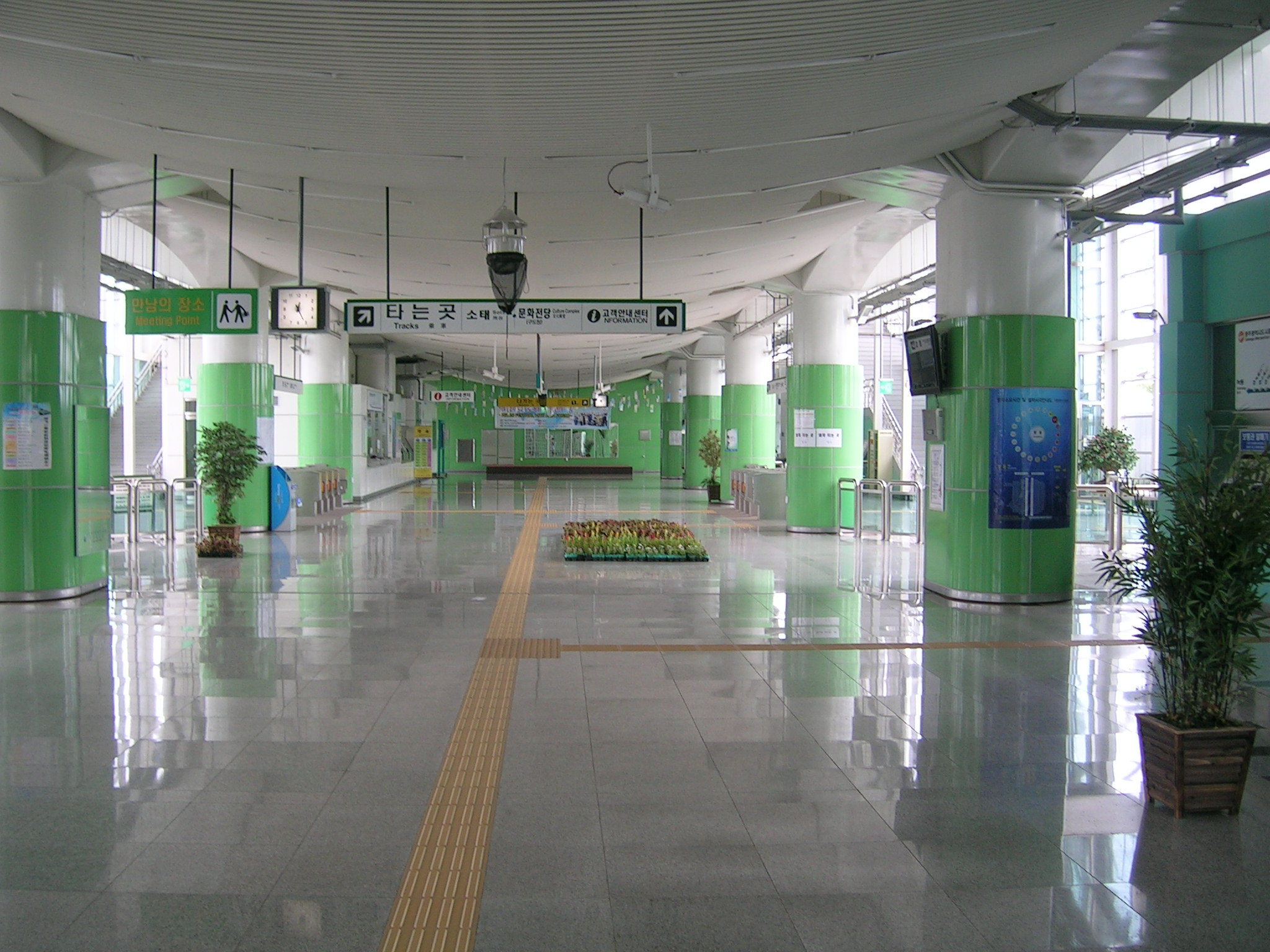
車站大廳
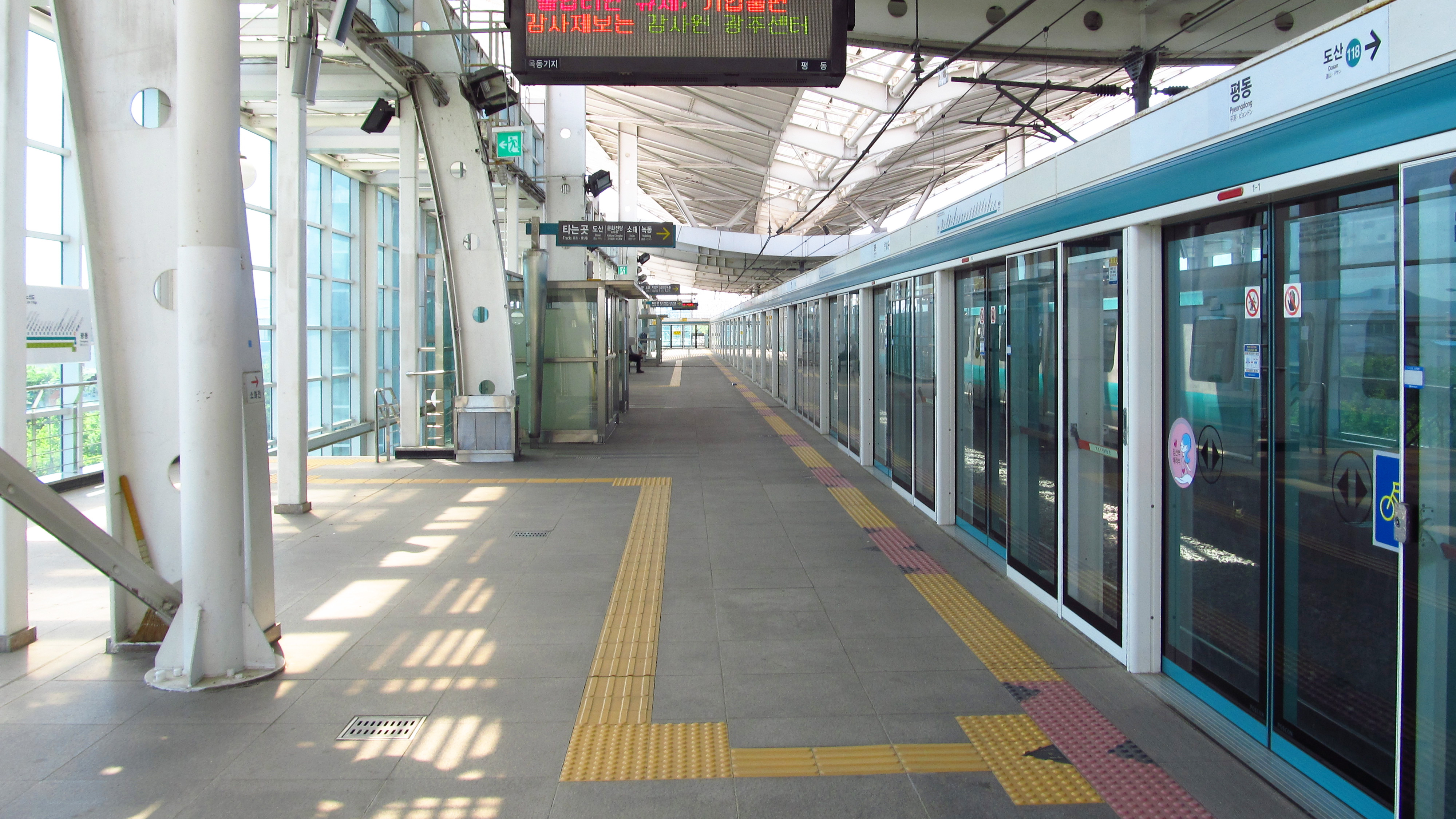
候車月台
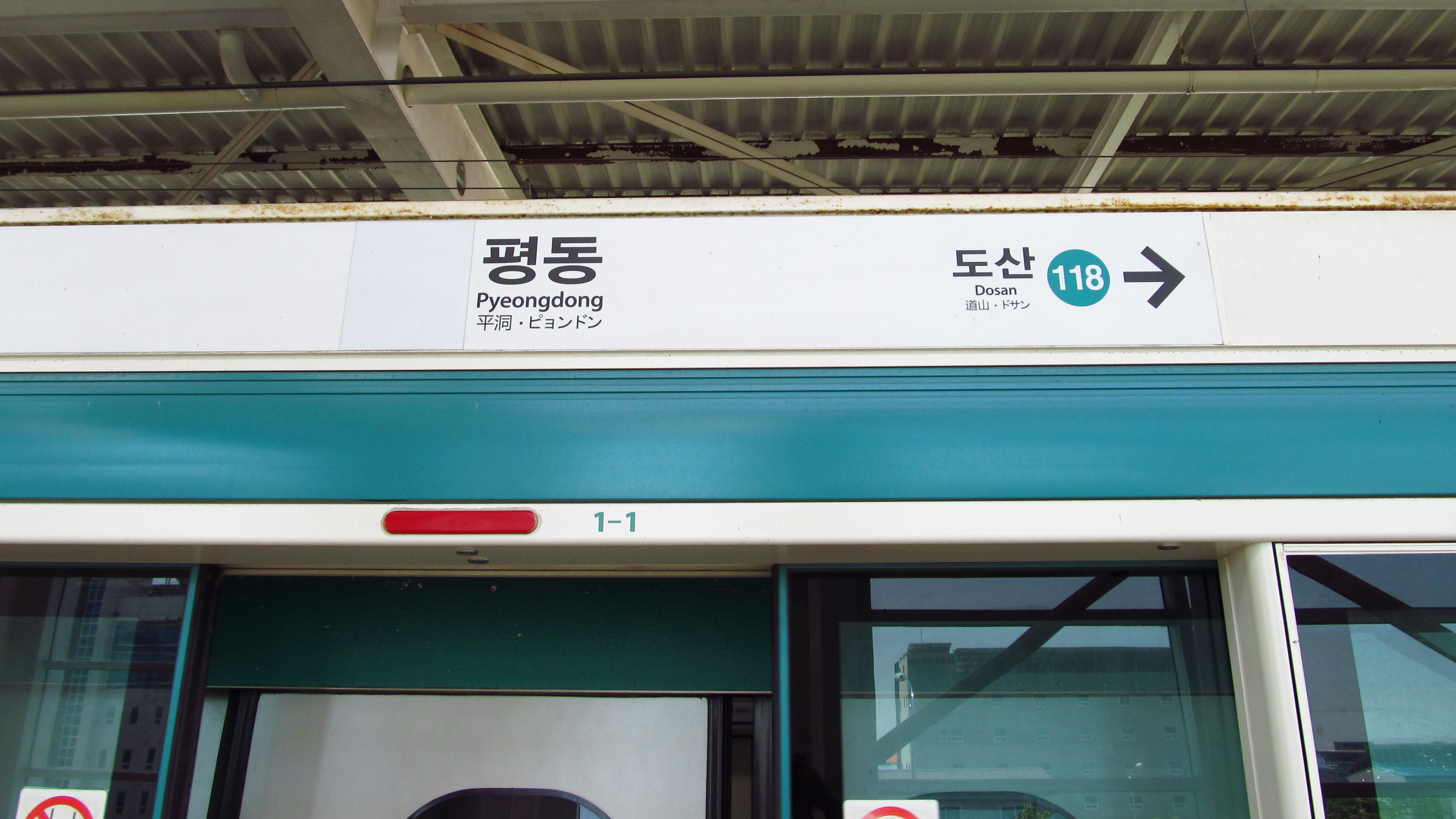
月台門資訊板
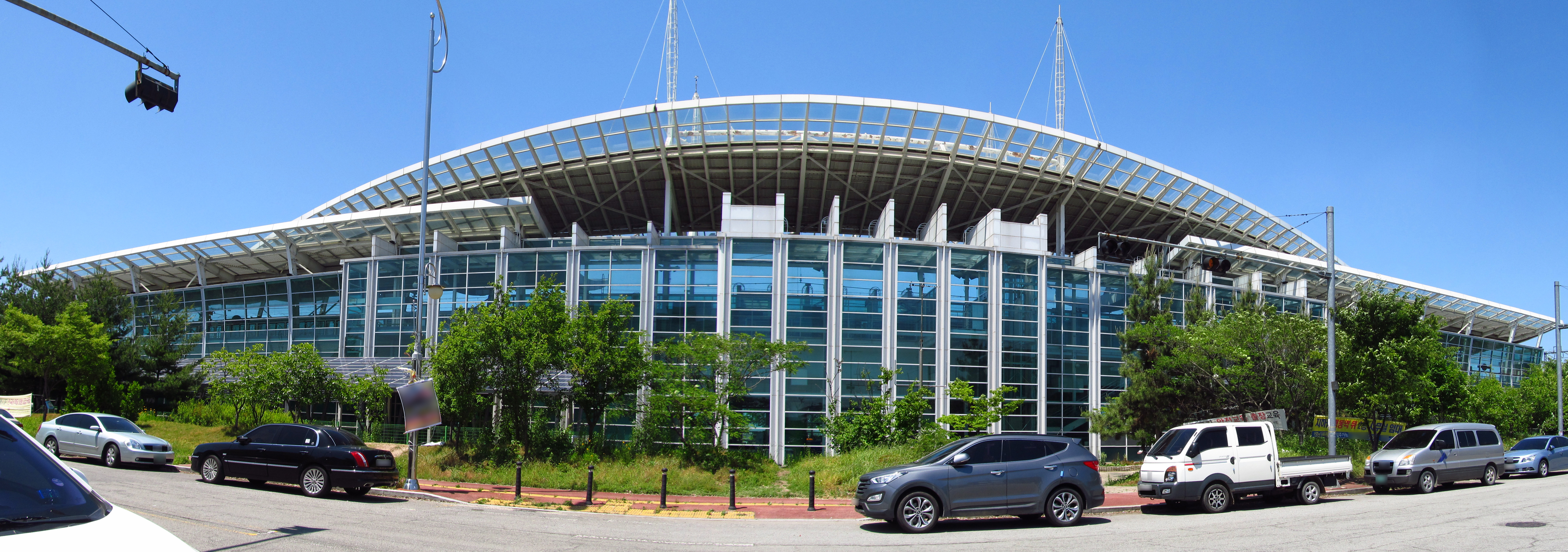
車站全景

## 相鄰車站
光州廣域市都市鐵道公社
●光州都市铁道1号线
道山（118）－平洞（119）